# (4130) Ramanujan
(4130) Ramanujan est un astéroïde de la ceinture principale.

## Description
(4130) Ramanujan (nommé ainsi en hommage au mathématicien indien Srinivasa Ramanujan) est un astéroïde de la ceinture principale. Il fut découvert le 17 février 1988 à Kavalur par Rajgopalan Rajamohan. Il présente une orbite caractérisée par un demi-grand axe de 3,05 UA, une excentricité de 0,04 et une inclinaison de 9,8° par rapport à l'écliptique.